# Hazembourg
Hazembourg (Duits: Hassenburg in Lothringen) is een gemeente in het Franse departement Moselle (regio Grand Est) en telt 113 inwoners (2009). De plaats maakt deel uit van het arrondissement Sarreguemines.

## Geografie
De oppervlakte van Hazembourg bedraagt 1,7 km², de bevolkingsdichtheid is dus 66,5 inwoners per km².
De onderstaande kaart toont de ligging van Hazembourg met de belangrijkste infrastructuur en aangrenzende gemeenten.

## Demografie
Onderstaande figuur toont het verloop van het inwonertal (bron: INSEE-tellingen).